# Liste der Wappen im Landkreis Osnabrück
Diese Liste zeigt alle in der Wikipedia gelisteten Wappen des Landkreises Osnabrück (Niedersachsen).
Zu dem besonderen Drachen, der in den Wappen der Samtgemeinde Artland sowie der Gemeinden Badbergen, Menslage, Nortrup und Gehrde dargestellt ist, siehe bei Artländer Drache.

## Landkreis Osnabrück und Vorgängerkreise
| Landkreis   | Wappen | Kommentare |
| ----------- | ------ | --- |
| Osnabrück   |        | Angenommen durch den Kreistag Osnabrück am 17. Juli 1947: „In Gold auf einem mit Silber unterlegten sechsspeichigen schwarzen Rad stehend ein roter Turm mit drei Fenstern und blauem Zeltdach.“ |
| Bersenbrück |        | Genehmigt durch den Niedersächsischen Minister des Innern am 22. November 1951: „In Silber ein rotes Torhaus, dessen spitzbedachter Mittelbau über dem Torbogen mit einem silbernen Schilchen belegt ist, darin ein sechsspeichiges rotes Rad.“ |
| Melle       |        | Genehmigt durch das Preußische Staatsministerium am 10. Februar 1936: „In Grün eine silberne Burg mit Kirche“ |
| Wittlage    |        | Genehmigt durch den Niedersächsischen Minister des Innern am 19. Juli 1948: „Un Silber eine rote Zinnenmauer, aufgelegt ein silberner Schild mit einem sechsspeichigen schwarzen Rad; auf ihr zwischen zei blaubedachten roten Zinnentürmen ein breiter roter Zinnenturm, darauf der wachsende hl. Petrus in goldenme Mantel und blauem Untergewand, in der Rechten einen goldenen Schlüssel, in der Linken ein rotes Buch.“ |

## Samtgemeinden
| Samtgemeinde | Wappen | Kommentare |
| ------------ | ------ | --- |
| Artland      |        | Genehmigt ????: Das Wappen ist von Rot und Silber im Wellenschnitt gespalten, darin in verwechselten Farben zwei einander zugewendete Drachen ohne Flügel und Klauen. |
| Bersenbrück  |        | Genehmigt 1983: „Das Wappen der Samtgemeinde zeigt auf blauem Grund ein weißes Torhaus mit rotem Spitzdach, rechts und links je einen schmalen, niedrigen Anbau mit rotem Flachdach und je einem Fenster. Auf dem Spitzdach eine nach links weisende schwarze Wetterfahne. Unter dem Torhaus, rechts und links aus dem Schildrand kommend, je drei weiße Wellenbalken.“ |
| Fürstenau    |        | 1977 beschloss die Samtgemeinde Fürstenau, das Wappen der Stadt Fürstenau zu übernehmen: „Das Wappen der Samtgemeinde Fürstenau zeigt: Torturm mit rechtsanliegender Kemenate.“ |
| Neuenkirchen |        | Genehmigt 1984: „Das Wappen der Samtgemeinde zeigt in silber balkenweise eine schwarze Kette, begleitet oben von einem sechsspeichigen, oben ausgebrochenen roten Richtrad, unten von drei grünen, aus einem querliegenden Aststumpf sprießenden Stechpalmenblättern.“                                                                                                  |

## Städte und Gemeinden
| Stadt oder Gemeinde                 | Wappen | Kommentare |
| ----------------------------------- | ------ | --- |
| Gemeinde Alfhausen                  |        | Genehmigt 1985: „Das Wappen der Gemeinde Alfhausen zeigt im Schildhaupt einen silbernen Zickzackbalken auf rotem Grund. Im unteren Schildteil einen sechsstrahligen roten Stern auf silbernem Grunde.“ |
| Gemeinde Ankum                      |        | Die Gemeinde Ankum begann nach dem Ende des Zeiten Weltkriegs, das Wappen der Familie von Ankum im Schriftverkehr zu führen. Die Genehmigung, das Familienwappen als Gemeindewappen zu führen, erteilte die Familie von Ankum 1961 und der Regierungspräsident in Osnabrück 1964: „Das Wappen der Gemeinde Ankum zeigt auf weißem Grund ein rotes Andreaskreuz und in den vier freien Feldern jeweils einen goldenen Ring.“ |
| Gemeinde Badbergen                  |        | Genehmigt ????: „Das Wappen der Gemeinde Badbergen zeigt ein Schild von Rot und Silber im Wellenschnitt gespalten, darin in verwechselten Farben vorn ein linksgewendeter Drache ohne Flügel und Klauen, hinten ein Bauerngiebel mit geschlossenem Deelentor und abgewendeten Schwanenhälsen am First.“ |
| Gemeinde Bad Essen                  |        | Genehmigt 1975: „Das Wappen der Gemeinde zeigt: Unter gezinntem roten Schildhaupt mit drei Scharten in Silber ein achtschaufeliges blaues Mühlrad über blauem Wellen-Schildfuß.“ |
| Stadt Bad Iburg                     |        | Genehmigt durch den Niedersächsischen Minister des Innern 1957: „In Silber ein golden bewehrter roter Adler, der aus einem fünfspeichigen roten Rad wächst.“ |
| Gemeinde Bad Laer                   |        | Genehmigt durch den Niedersächsischen Minister des Innern 1966: „Die Gemeinde führt ein Wappen, das in rot unter fünfläzigem silbernen Turnierkragen einen einstufigen silbernen Giebel und im Schildfuß eine blaue Wellenleiste zeigt.“ |
| Gemeinde Bad Rothenfelde            |        | Genehmigt durch das Preußische Staatsministerium 1935: „In Rot ein silberner Turm mit zwei seitlichen Stützen, der auf einem silbernen Sockel steht.“ Über dem oberen Schildrand schwebend ein sechsspeichiges schwarzes Rad. |
| Gemeinde Belm                       |        | Genehmigt 1978: „Das Wappen der Gemeinde zeigt auf silbernem Grund ein schmales, schwarzes Kreuz, darüber gelegt ein roter Kesselhaken.“ |
| Gemeinde Berge                      |        | Genehmigt am 16. Mai 1978: „Das Wappen zeigt: in Gold einen oben verkürzten, zugespitzten roten Pfahl, daruntergelegt einen rot-silbernen, zweireihig geschachteten Balken.“ |
| Stadt Bersenbrück                   |        | Genehmigt durch das Preußische Staatsministerium 1935: „Im geteilten roten Schild oben die stilisierte silberne Pforte des Stadtklosters, unten eine silberne Steinbrücke.“ |
| Gemeinde Bippen                     |        | Genehmigt ????: „Das Wappen der Gemeinde Bippen zeigt auf Blau und Grün durch einen silbernen Balken geteilt, oben zwei Eichenblätter und unten ein Hügelgrab.“ |
| Gemeinde Bissendorf                 |        | Genehmigt 1975: „Das Wappen der Gemeinde Bissendorf zeigt: Von Gold und Schwarz gespalten; rechts drei zwei zu eins gestellte schwarze Wolfsangeln, links ein goldgekrönter Löwe.“ |
| Gemeinde Bohmte                     |        | Genehmigt ????: „Das Wappen der Gemeinde Bohmte zeigt in blauem Feld auf einem mit sechsspeichigem blauen Rad belegten goldenen Dreiberg einen goldenen Eichenbaum mit sechs Blättern und sechs Eicheln.“ |
| Stadt Bramsche                      |        | Genehmigt 1941; der Gebrauch geht zurück auf das älteste bekannte Siegel aus dem Jahre 1709: „Das Wappen der selbstständigen Stadt Bramsche zeigt im blauen Schild eine silberne siebenblättrige Rose.“ |
| Stadt Dissen am Teutoburger Wald    |        | Genehmigt durch den Regierungspräsidenten in Osnabrück 1968:: „Das Wappen der Stadt Dissen am Teutoburger Wald zeigt in Grün unter einer goldenen Blätterkrone ein fünfspeichiges goldenes Rad.“ |
| Gemeinde Eggermühlen                |        | Genehmigt 1984: „Das Wappen der Gemeinde Eggermühlen zeigt von rot und schwarz quadriert, in 1 und 4 ein schwarzes Wassermühlenrad, in 2 und 3 einen silbernen Schräglinksfluß“ |
| Stadt Fürstenau                     |        | Genehmigt durch den Niedersächsischen Minister des Innern 1949: „Das Wappen der Stadt Fürstenau zeigt: Torturm mit rechtsanliegender Kemenate.“ 1977 beschloss die Samtgemeinde Fürstenau, das Wappen der Stadt Fürstenau zu übernehmen. |
| Gemeinde Gehrde                     |        | Genehmigt 1987: „In Rot zwei einander zugewandte, silberne, stilisierte Drachen. Dazwischen ein silberner Pfahl; belegt mit einem grünen Turm, der mit einer barocken Haube versehen ist.“ |
| Stadt Georgsmarienhütte             |        | Die 1970 neugebildete Stadt Georgsmarienhütte führt in Rechtsnachfolge Wappen und Flagge der Vorgängergemeinde Oesede fort: „Das Wappen der Stadt zeigt im roten Schild einen silbernen gekrönten steigenden Leoparden.“ |
| Gemeinde Glandorf                   |        | Angenommen durch Ratsbeschluss vom 21. Oktober 2002, genehmigt ????: „Das Wappen der Gemeinde Glandorf ist silber-rot geteilt, darin in verwechselten Farben oben ein Kreuz, unten ein Zweig, aus dem fächerförmig drei Blätter sprießen: eines von der Linde, eines von der Eiche, eines vom Klee.“ |
| Gemeinde Hagen am Teutoburger Wald  |        | Genehmigt ????: „Von Rot und Silber gespalten, vorn ein silbernes sechslappiges Eichenblatt, hinten ein halbes rotes Rad am Spalt mit zwei ganzen und zwei halben Speichen.“ |
| Gemeinde Hasbergen                  |        | Genehmigt 1975: „Das Wappen zeigt einen von Gold und Schwarz im Wolkenschnitt schräg links geteilten Wappenschild, in verwechselten Farben oben ein Hufeisen, unten Hammer und Schlegel schräg gekreuzt.“ |
| Gemeinde Hilter am Teutoburger Wald |        | Genehmigt 1972: „Das Wappen der Gemeinde Hilter am Teutoburger Wald ist waagerecht gold-schwarz geteilt; oben drei grüne Tannen nebeneinander, unten ein aus dem Schildrand hervorkommendes, sechsspeichiges, goldenes, halbes Rad.“ |
| Gemeinde Kettenkamp                 |        | Genehmigt 1985: „Das Wappen der Gemeinde Kettenkamp ist von Rot und Silber im Wellenschnitt gespalten; darin in verwechselten Farben sind sechs phalweiss gestellte Bauernhausgiebel mit offenem Dielentor enthalten.“ |
| Stadt Melle                         |        | Genehmigt durch das Preußische Staatsministerium 1937 und bestätigt durch den Niedersächsischen Minister des Innern 1964: „Das Wappen der Stadt Melle zeigt ein vierspeichiges rotes Rad mit schräger Speichenstellung auf einem silbernen Schild.“ |
| Gemeinde Menslage                   |        | Genehmigt 1983: „Das Wappen der Gemeinde Menslage ein Schild von Rot und Weiß gespalten; darin in verwechselten Farben vorn ein zum Spalt gewendeter Drache ohne Flügel und Klauen. Hinten eine Rose mit silbernem Butzen.“ |
| Gemeinde Merzen                     |        | Genehmigt ????: „Das Wappen der Gemeinde Merzen zeigt in Grün zwei goldene Eichenblätter übereinander, beseitet phahlweise von zwei goldenen Ketten. Diese verlaufen oben und unten in den Schildrand.“ |
| Gemeinde Neuenkirchen               |        | Genehmigt 1979: „Das Wappen der Gemeinde Neuenkirchen zeigt in Gold, über sechs grüne Stechpalmen-Blättern an der unteren Hälfte des Schildrandes entlang, eine schwarze Kirche mit Querschiff und hohem, spitzen Turm links.“ |
| Gemeinde Nortrup                    |        | Genehmigt ????: „Das Wappen der Gemeinde Nortrup zeigt ein Schild von Rot und Weiß gespalten; darin in verwechselten Farben vorn ein zum Spalt gewendeter Drache ohne Flügel und Klauen. Hinten drei Ähren, deren Halme ein sechsspeichiges Zahnrad überdeckt.“ |
| Gemeinde Ostercappeln               |        | Genehmigt 1976: „Das Wappen der Gemeinde zeigt auf silbernem Feld einen schwarzen Ring, darüber gelegt schrägbalkenweise […] acht sich berührende rote Rauten.“ |
| Stadt Quakenbrück                   |        | Genehmigt ????: „In Silber eine rote Burg mit offenem Tor und zwei seitlichen Zinnentürmen.“ |
| Gemeinde Rieste                     |        | Genehmigt 1959: „In Rot ein offenes silbernes Tor mit aufgestecktem Johanniterkreuz.“ |
| Gemeinde Voltlage                   |        | Genehmigt 1982: Gespalten von Gold und Grün. Vorne ein schwarzes gebrochenes Richtrad, hinten drei zusammengebundene goldene Ähren. |
| Gemeinde Wallenhorst                |        | Genehmigt 1973: „Die Gemeinde Wallenhorst führt ein Wappen. Das Wappen enthält auf einem grünen Untergrund einen silbernen Ring, über ihn gelegt in Art eines Schrägkreuzes vier silberne Rauten, eine Spitze zur Schildmitte; die Spitzen berühren sich nicht.“ |

## Ehemalige Städte und Gemeinden sowie historische Wappen
| Stadt oder Gemeinde     | Wappen | Kommentare |
| ----------------------- | ------ | --- |
| Gemeinde Hollage        |        | Genehmigt 1960: In Gold ist über blauen Wellenbalken eine rote Ziegelei zu sehen, bestehend aus zwei ungleich hohen, rauchenden Schornsteinen auf einem dreifach gestuften Ziegelsteinsockel mit schwarzem Tunneleingang. 1972 schlossen sich die bisherigen Gemeinden Wallenhorst, Hollage, Rulle und Lechtingen zur neugebildeten Gemeinde Wallenhorst zusammen. |
| Gemeinde Holzhausen     |        | Genehmigt durch den Regierungspräsidenten in Osnabrück 1968: „Gespalten von Silber und Rot; vorne acht, vier mal zwei gestellte Kugeln, hinten ein steigender silberner Löwe.“ 1970 schlossen sich die bisherigen Gemeinden Oesede, Kloster Oesede, Harderberg, Holsten-Mündrup und Georgsmarienhütte mit den südlichen Teilen der Gemeinde Holzhausen zur neugebildeten Stadt Georgsmarienhütte zusammen. Der Norden der Gemeinde, Sutthausen, wurde in die Stadt Osnabrück eingemeindet. |
| Gemeinde Kloster Oesede |        | Genehmigt ????: „In Rot ein silbern gekrönter silberner Löwe mit einem Abtsstab in den Vorderpranken.“ Aus den bisherigen Gemeinden Oesede, Kloster Oesede, Harderberg, Holsten-Mündrup und Georgsmarienhütte und den südlichen Teilen von Holzhausen wurde 1970 die Stadt Georgsmarienhütte neugebildet. |
| Gemeinde Lechtingen     |        | Genehmigt ????: „In Rot auf schwarzem Berg zwei schräggekreuzt goldene Äste, darüber eine goldene Flamme.“ 1972 schlossen sich die bisherigen Gemeinden Wallenhorst, Hollage, Rulle und Lechtingen zur neugebildeten Gemeinde Wallenhorst zusammen. |
| Gemeinde Oesede         |        | Genehmigt durch den Niedersächsischen Minister des Innern 1951: „In Rot ein herschauender, silbern gekrönter silberner Löwe.“ Aus den bisherigen Gemeinden Oesede, Kloster Oesede, Harderberg, Holsten-Mündrup und Georgsmarienhütte und den südlichen Teilen von Holzhausen wurde 1970 die Stadt Georgsmarienhütte neugebildet, die in Rechtsnachfolge Wappen und Flagge der bisherigen Gemeinde Oesede fortführt.                                                                        |
| Gemeinde Rulle          |        | Das Wappen des Ortsteiles Rulle ist kein offizielles Wappen, sondern wurde von einem Ruller Bürger parallel zur Gebietsreform entworfen. Es bildet die Spitze der Ruller St. Johanneskirche ab: „…“ 1972 schlossen sich die bisherigen Gemeinden Wallenhorst, Hollage, Rulle und Lechtingen zur neugebildeten Gemeinde Wallenhorst zusammen. |
| Gemeinde Wallenhorst    |        | Genehmigt ????: „In Rot ein aus dem unteren Schildrand wachsendes goldenes Rad, von dessen sechs Speichen zwei ganz sichtbar sind. Auf dem Rad eine laufende goldene Henne, darüber in den Schildecken je ein lediges goldenes Tatzenkreuz. “ 1972 schlossen sich die bisherigen Gemeinden Wallenhorst, Hollage, Rulle und Lechtingen zur neugebildeten Gemeinde Wallenhorst zusammen. |